# Monte Gorzano
Il Monte Gorzano (2 458 m s.l.m) è una montagna dell'Appennino abruzzese. 

## Descrizione

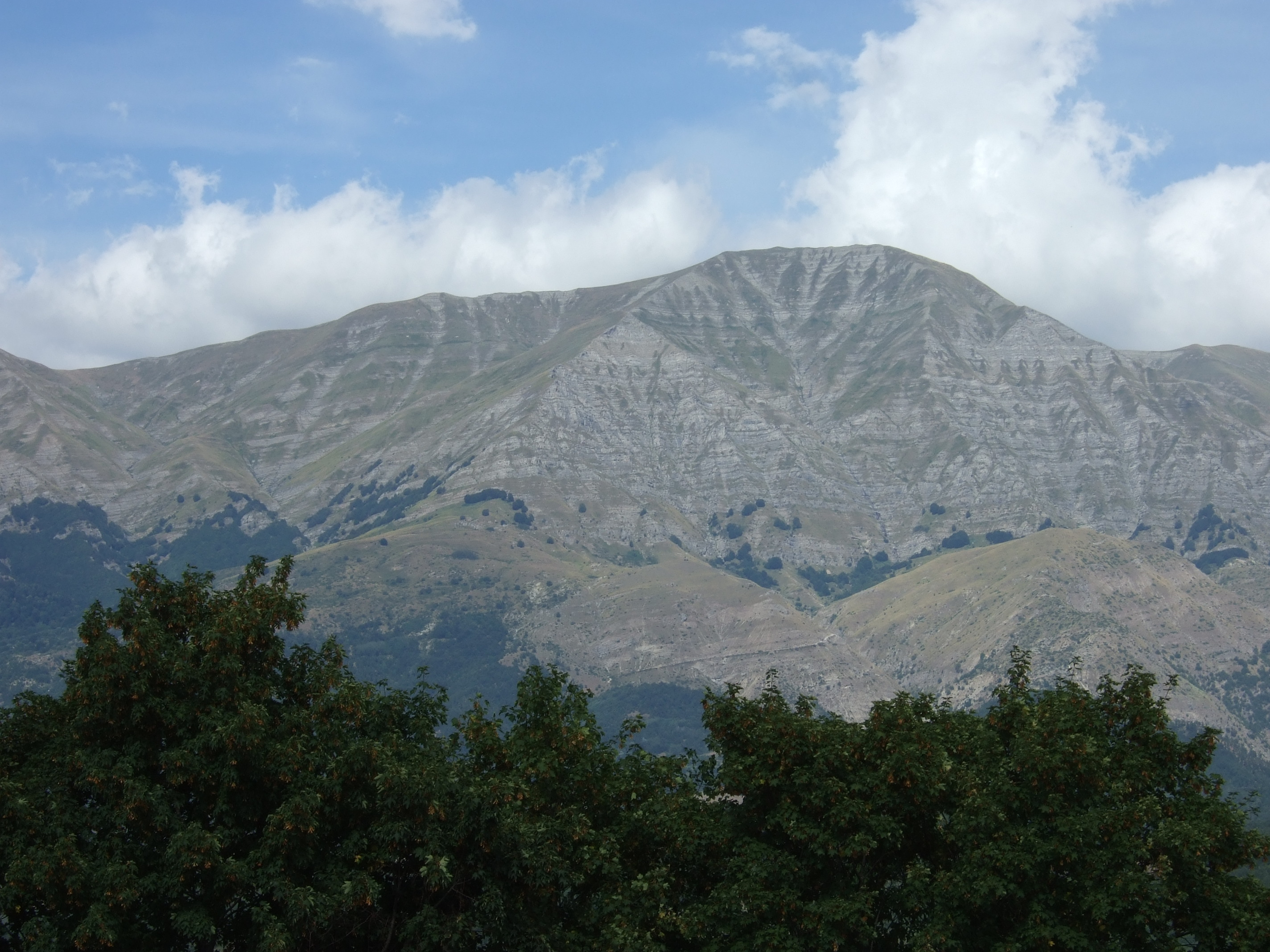
Vista estiva del versante occidentale

Si tratta della montagna più alta dei Monti della Laga e del Lazio; è posta a cavallo tra Abruzzo e Lazio, al confine fra la provincia di Teramo e quella di Rieti, tra il territorio del comune di Amatrice (RI) e quello di Crognaleto (TE). Fino al 1927 era, con tutto il massiccio della Laga, interamente nel territorio dell'Abruzzo (Ulteriore), era nota in passato anche come Monte di Roseto con riferimento all'allora comprensorio formato dagli attuali comuni di Cortino e Crognaleto.  
Sul Gorzano ha le sue sorgenti il fiume Tordino.

## Accesso alla vetta
La cima del Monte Gorzano è accessibile per sentiero; si tratta di una escursione di media difficoltà.